# Pholioxenus schawalleri
Pholioxenus schawalleri är en skalbaggsart som beskrevs av Miłosz A. Mazur 1987. Pholioxenus schawalleri ingår i släktet Pholioxenus och familjen stumpbaggar. Inga underarter finns listade i Catalogue of Life.